# Дзержинское сельское поселение (Ленинградская область)

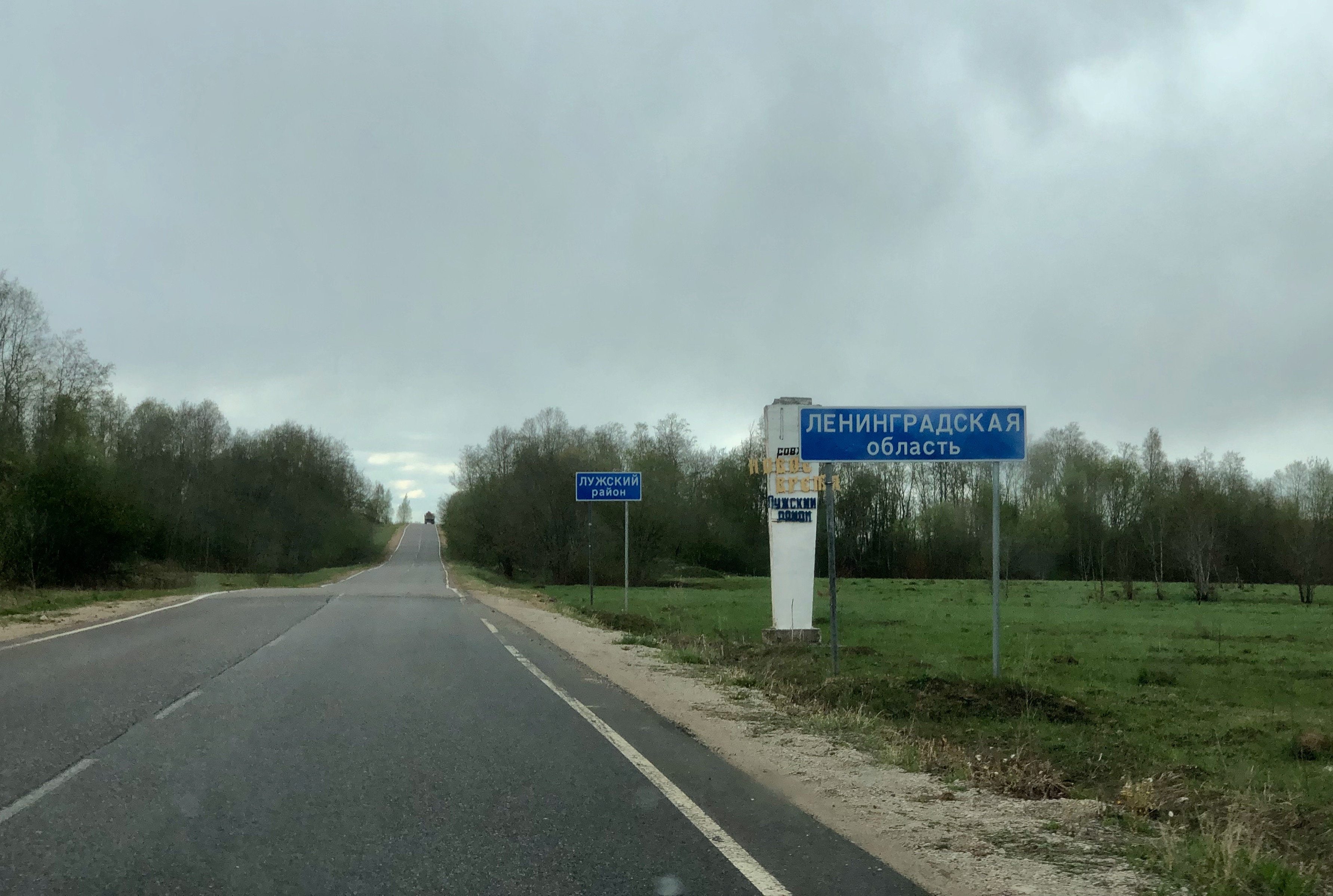
Граница с Новгородской областью

Дзержи́нское се́льское поселе́ние — муниципальное образование в южной части Лужского муниципального района Ленинградской области.
Административный центр — посёлок имени Дзержинского.

## Географическое положение
Поселение расположено в юго-восточной части района.
Граничит:
- на севере с Лужским городским поселением
- на востоке — Заклинское сельское поселение
- на юге с Новгородской областью
- на западе — Скребловское сельское поселение

По территории поселения проходят автодороги:
- Р23 «Псков» (E 95, Санкт-Петербург — граница с Белоруссией)
- 41К-142 (Луга — Медведь)
- 41К-143 (Бор — Югостицы)
- 41К-667 (подъезд к совхозу им. Дзержинского)
- 41К-684 (Киевское шоссе — Череменец)

Расстояние от административного центра поселения до районного центра — 11 км.

## Природа
Рельеф территории равнинный, климат умеренно континентальный. Преимущественно хвойные леса, озёра: Череменецкое, Стрешевское, Заозерское, реки Луга и Ропотка (Рапотка).

## История
1 августа 1927 года после ликвидации губерний, уездов и волостей в состав вновь образованного Лужского района Лужского округа Ленинградской области был включён Естомичский сельсовет бывшей Лужской волости Лужского уезда Ленинградской губернии.
В 1933 году в состав Естомичского сельсовета входили 6 населённых пунктов, население составляло 2003 чел., а центр размещался в деревне Рапти.
В 1973 году деревня Рапти была преобразована в посёлок имени Дзержинского, а сельсовет переименован в Дзержинский.
18 января 1994 года постановлением главы администрации Ленинградской области № 10 «Об изменениях административно-территориального устройства районов Ленинградской области» Дзержинский сельсовет, также как и все другие сельсоветы области, преобразован в Дзержинскую волость.
С 1 января 2006 года в соответствии с областным законом № 65-оз от 28 сентября 2004 года «Об установлении границ и наделении соответствующим статусом муниципального образования Лужский муниципальный район и муниципальных образований в его составе» образовано Дзержинское сельское поселение, в состав которого вошли территории бывших Дзержинской и Торошковичской волостей.

## Население
| 2006  | 2010  | 2011  | 2012  | 2013  | 2014  | 2015  |
| ----- | ----- | ----- | ----- | ----- | ----- | ----- |
| 3200  | ↗3254 | ↘3241 | ↗3269 | ↗3279 | ↘3278 | ↗3311 |
| 2016  | 2017  | 2018  | 2019  | 2020  | 2021  | 2023  |
| ↘3280 | ↘3257 | ↘3239 | ↗3246 | ↘3236 | ↘2912 | ↘2891 |
| 2024  | 2025  |       |       |       |       |       |
| ↘2863 | ↘2826 |       |       |       |       |       |

## Состав сельского поселения
| №  | Населённый пункт     | Тип населённого пункта          | Население    |
| -- | -------------------- | ------------------------------- | ------------ |
| 1  | Бор                  | деревня                         | ↗157 (2017)  |
| 2  | Герцена              | посёлок                         | ↗44 (2017)   |
| 3  | Дзержинского         | посёлок, административный центр | ↗1551 (2017) |
| 4  | Дом Отдыха «Боровое» | посёлок                         | ↗55 (2017)   |
| 5  | Естомичи             | деревня                         | ↘81 (2017)   |
| 6  | Заозерье             | деревня                         | ↗55 (2017)   |
| 7  | Новое Село-1         | деревня                         | ↘14 (2017)   |
| 8  | Новое Село-2         | деревня                         | ↘10 (2017)   |
| 9  | Петровские Бабы      | деревня                         | ↗11 (2017)   |
| 10 | Романщина            | деревня                         | ↗8 (2017)    |
| 11 | Ручьи                | деревня                         | ↘7 (2017)    |
| 12 | Солнцев Берег        | деревня                         | ↘21 (2017)   |
| 13 | Стрешево             | деревня                         | ↗45 (2017)   |
| 14 | Торошковичи          | деревня                         | ↗1151 (2017) |
| 15 | Филимонова Горка     | деревня                         | ↘21 (2017)   |
| 16 | Чеголи               | деревня                         | ↘92 (2017)   |
| 17 | Щегоща               | деревня                         | ↘11 (2017)   |

## Экономика
На территории поселения находятся следующие предприятия:
- ЗАО Племенной завод «Рапти»;
- ЗАО «Новое время»;
- ООО «Рапотка» (магазины);
- Лужское РАЙПО (пекарня, магазины);
- ООО «Лукоморье» (магазины);
- магазины индивидуальных предпринимателей.

## Социальная сфера
На территории поселения располагаются две общеобразовательные средние школы:
- МОУ «Дзержинская основная общеобразовательная школа» по адресу п. Дзержинского ул. Школьная, д. 5
- МОУ «Торошковская средняя общеобразовательная школа» по адресу д. Торошковичи, переулок Школьный, д. 2

В Торошковичах и пос. им. Дзержинского находятся дом культуры и сельская библиотека, в административном центре поселения есть спортивный зал. Спортсмены поселения принимают участие в районных спартакиадах.

## Археология
В пяти километрах от посёлка им. Дзержинского и в 100 метрах от берега Череменецкого озера, справа от лесной дороги в деревню Солнцев Берег, в урочище Боровское Купалище находятся древнерусские могильники Рапти-Наволок II и Рапти-Наволок III XI века. Из раскопанных в  1996 году 13 насыпей могильника Рапти-Наволок II  одна принадлежала к культуре псковских длинных курганов, для которой более северным является лишь могильник на Орлинском озере в Гатчинском районе.

## Достопримечательности
- усадьба Рапти — усадьба сенатора А. А. Половцова (разрушена в 1944 году);
- усадьба Г. А. Львова в посёлке Дом Отдыха «Боровое»;
- усадьба «Солнцев Берег» в деревне Солнцев Берег.

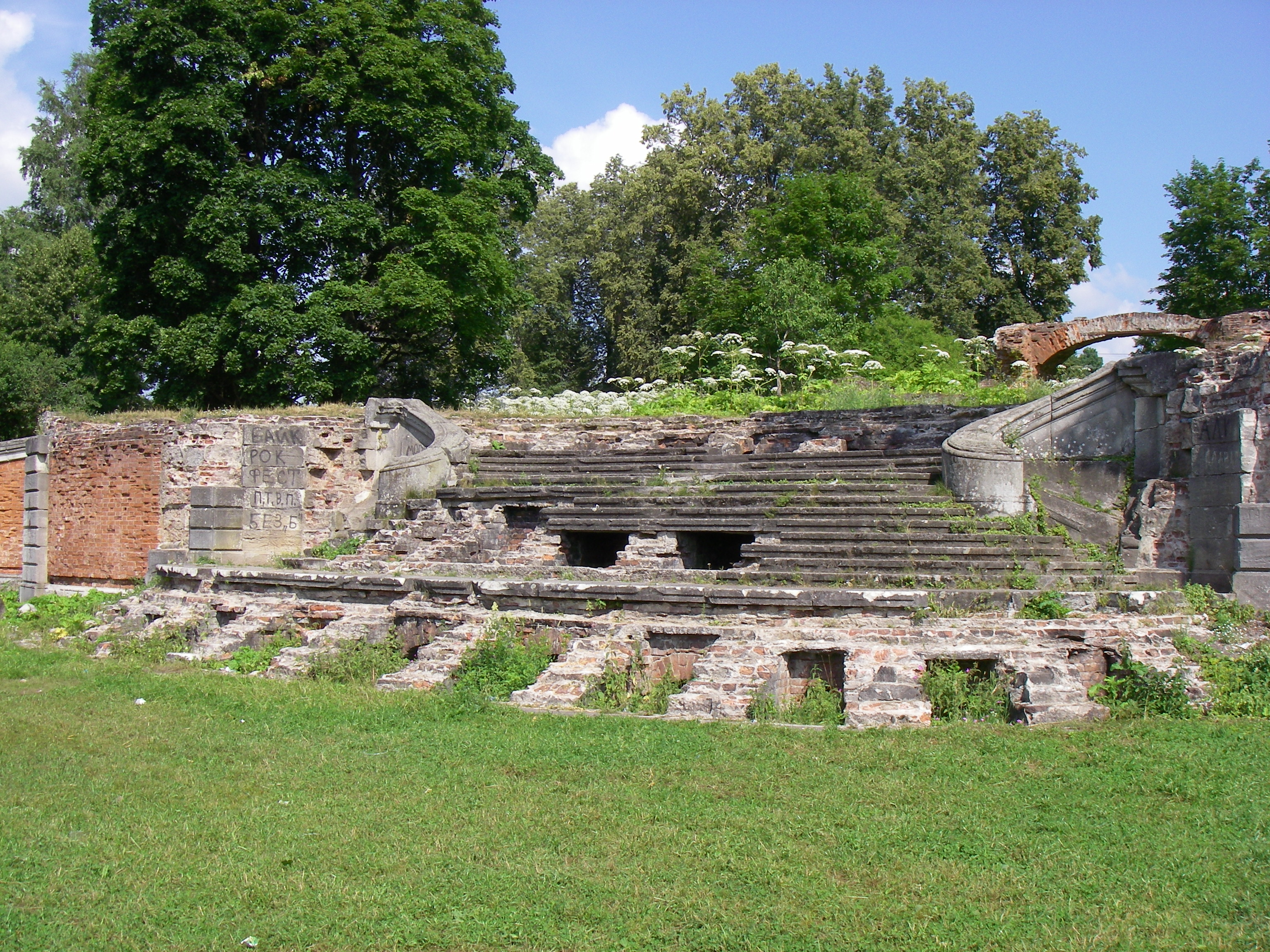
Руины усадьбы Рапти
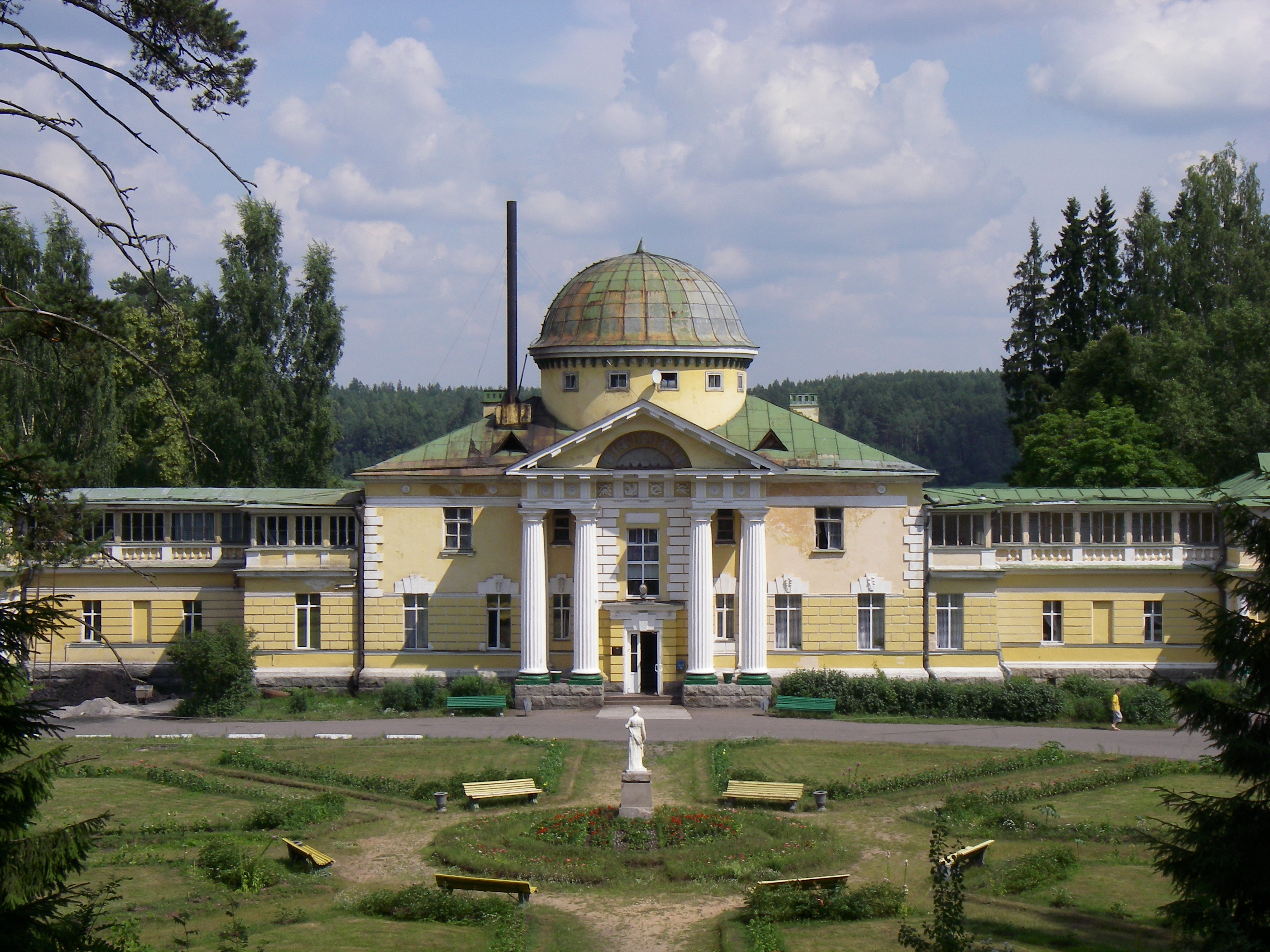
Главное здание усадьбы «Боровое»